# Pyrocorennys
Pyrocorennys is een kevergeslacht uit de familie van de boktorren (Cerambycidae). De wetenschappelijke naam van het geslacht werd voor het eerst geldig gepubliceerd in 2009 door Ohbayashi N. & Niisato.

## Soorten
Pyrocorennys is monotypisch en omvat slechts de volgende soort:
- Pyrocorennys latipennis (Pic, 1927)